# Fakultet kemijskog inženjerstva i tehnologije u Zagrebu
Fakultet kemijskog inženjerstva i tehnologije visoko je učilište koje obrazuje stručnjake iz područja tehničkih znanosti, polje kemijsko inženjerstvo i polje druge temeljne tehničke znanosti te iz područja prirodnih znanosti, polje kemija. Fakultet je sastavnica Sveučilišta u Zagrebu.

## Struktura studija
Fakultet kemijskog inženjerstva i tehnologije visoko je učilište koje obrazuje stručnjake iz područja tehničkih znanosti, polje kemijsko inženjerstvo i polje druge temeljne tehničke znanosti, te iz područja prirodnih znanosti, polje kemija. Do akademske godine 2005./06. dodiplomski studij kemijskog inženjerstva i tehnologije bio je ustrojen kao jedinstveni studij u trajanju od 9 semestara. Od akademske godine 2005./06. struktura studija na Fakultetu uobličena je kao trostupanjski model 3+2+3, što uključuje 3 godine preddiplomskog studija, 2 godine diplomskog studija i 3 godine poslijediplomskog doktorskog studija odnosno 1 godinu poslijediplomskog specijalističkog studija. 
Novi studijski planovi i programi utemeljeni su na modernim svjetskim modelima, načelima Bolonjske deklaracije i ECTS bodovnom sustavu. Pojedinim predmetima dodijeljeni su ECTS bodovi na osnovi njihovog udjela u ukupnom studentovom radu, što uključuje prisustvovanje nastavi, samostalan rad, pripremu za nastavu, učenje, izradu projekta i ostale aktivnosti potrebne za svladavanje predmeta. Studiranje uz Europski sustav prijenosa bodova omogućava studentima tijekom studija boravak i studiranje određeno vrijeme na srodnim fakultetima u Europi i diljem zemlje. Interdisciplinarnost, široko obrazovanje te poduka o metodologiji analiziranja struke uz analiziranje cjeline osnova su problemski orijentirane nastave na Fakultetu.

## Kratka povijest
Počeci fakulteta sežu u 1919. godinu kada je utemeljena Tehnička visoka škola s ciljem obrazovanja znanstvenog i inženjerskog kadra, koji se dotad obrazovao u inozemstvu, najčešće u Beču i Pragu. Jedan od njezinih sedam odjela bio je Kemičko-inženjerski odjel, temelj današnjeg studija. Prvi profesor na Odjelu bio je dr. Vladimir Njegovan, profesor anorganske i analitičke kemije, koji je prvo predavanje održao dana 20. listopada 1919. i tim danom obilježava se svake godine Dan fakulteta. Uz njega, utemeljiteljem Fakulteta smatra se i Ivan Marek, profesor organske kemije i izumitelj tzv. Marekove peći za elementarnu organsku analizu, zatim dr. Ivan Plotnikov, profesor fizikalne kemije, inače poznati svjetski fotokemičar, te dr. Franjo Hanaman, profesor metalurgije i anorganske kemijske tehnologije, koji je primijenio volfram umjesto pougljenjenog bambusa u žaruljama i tako zajedno s Alexanderom Justom izumio žarulje koje i danas koristimo. Osobito važno mjesto u povijesti Fakulteta zauzima prof. Vladimir Prelog, dobitnik Nobelove nagrade za kemiju 1975., koji je predavao oragnsku kemiju na Fakultetu u razdoblju od 1931. – 1939. 
Kemičko inženjerski odjel postaje 1926. dio Tehničkog fakulteta, koji 1956. nakon osamostaljenja pojedinih odjela prestaje djelovati. Potonji odjel nastavlja s radom u okviru Tehnološkog fakulteta. Iz njega se, razvojem specifičnih struka, odvaja 1978. Metalurški fakultet, te 1980. Prehrambeno-biotehnološki fakultet. Konačno, razdvajanjem Tehnološkog fakulteta na Fakultet kemijskog inženjerstva i tehnologije i Tekstilno- tehnološki fakultet 16. studenog 1991. nastaje današnji Fakultet.

## Lokacija
Fakultet djeluje na tri glavne lokacije: 
- Marulićev trg 19
- Marulićev trg 20
- Savska cesta 16

Iako je studij na jednoj lokaciji cilj koji se još neko vrijeme neće postići, nedavno su uređeni novi laboratoriji i predavaonice, čime je omogućen kvalitetniji i bolje organiziran studij.

## Ustroj
Uz dekanat, Fakultet se sastoji od više različitih odjela, podijeljenih po različitim područjima. Zavodi su:
- Zavod za mjerenja i automatsko vođenje procesa
- Zavod za mehaničko i toplinsko procesno inženjerstvo
- Zavod za reakcijsko inženjerstvo i katalizu
- Zavod za opću i anorgansku kemiju
- Zavod za analitičku kemiju
- Zavod za fizikalnu kemiju
- Zavod za organsku kemiju
- Zavod za elektrokemiju
- Zavod za fiziku
- Zavod za matematiku
- Zavod za termodinamiku, strojarstvo i energetiku
- Zavod za anorgansku kemijsku tehnologiju i nemetale
- Zavod za tehnologiju nafte i petrokemiju
- Zavod za polimerno inženjerstvo i organsku kemijsku tehnologiju
- Zavod za industrijsku ekologiju
- Zavod za inženjerstvo površina polimernih materijala
- Kabinet za kineziologiju

Također, na Fakultetu postoje i učionice za računala i Bibliotečno-informacijski centar (BIC) te skriptarnica. U prostorijama Fakulteta okuplja se društvo AMACIZ i akademski zbor "Vladimir Prelog" čiji su članovi uglavnom bivši i današnji studenti i stručno osoblje Fakulteta.

## Vanjske poveznice
- Stranica fakulteta
- BIC  Arhivirana inačica izvorne stranice od 15. travnja 2023. (Wayback Machine)
- AMACIZ  Arhivirana inačica izvorne stranice od 29. prosinca 2007. (Wayback Machine)
- Tehnički fakultet u Zagrebu Hrvatska tehnička enciklopedija, portal hrvatske tehničke baštine. LZMK

- Fakultet kemijskog inženjerstva i tehnologije Hrvatska tehnička enciklopedija, portal hrvatske tehničke baštine. LZMK